# Kyle Singler
Kyle Edward Singler (* 4. Mai 1988 in Medford, Oregon) ist ein ehemaliger US-amerikanischer Basketballspieler.

## Laufbahn

### Verein
Singler begann seine Laufbahn in seiner Heimatstadt, an der South Medford High School. Nach seinem Abschluss im Jahr 2007 ging er auf die Duke University, wo er bis 2011 für die von Mike Krzyzewski trainierten Blue Devils aktiv war. Bereits in seiner ersten Saison als Freshman wurde Singler zum Atlantic Coast Conference Rookie of the Year ernannt. In der Saison 2009/10 gewann er mit den Blue Devils die NCAA Division I Basketball Championship und wurde darüber hinaus zum Most Outstanding Player des Final Four gewählt.
Im NBA-Draft 2011 wählten ihn die Detroit Pistons an 33. Stelle aus, aufgrund des Lockouts konnte er jedoch letztlich nicht seinen Rookie-Vertrag beim NBA-Team unterschreiben. Singler entschloss sich daraufhin zu einem Wechsel in die spanische Liga ACB, wo er von Lucentum Alicante unter Vertrag genommen wurde. Schnell entwickelte er sich zu einer der Entdeckungen der Liga und wurde bereits bei seinem Ligadebüt am 9. Oktober 2011, bei dem er es auf 23 Punkte, vier Rebounds und drei Assists brachte, zum MVP des Spieltags gewählt. 
Als sich die NBA-Spielergewerkschaft und Vertreter der Teambesitzer auf einen neuen Tarifvertrag einigten und das Ende des Lockouts verkündeten, rechnete man mit einem Wechsel Singlers in die nordamerikanische Profiliga, jedoch nahm er am 30. November 2011 ein Angebot von Real Madrid an und unterschrieb einen bis Saisonende 2011/12 laufenden Vertrag beim spanischen Rekordmeister. Bei den „Königlichen“ gewann Singler den Spanischen Pokal und erreichte das Finale um die Liga ACB. 
Im Anschluss an die Spielzeit wechselte er schließlich zu den Pistons. In Detroit spielte er sich auf Anhieb in die Starting Five, brachte es in seiner ersten Saison auf durchschnittlich 8,8 Punkte und 4 Rebounds pro Spiel und wurde ins All-Rookie Second Team gewählt.

### Nationalmannschaft
Singler war Teil des Aufgebots der Vereinigten Staaten bei der FIBA U-18-Amerikameisterschaft 2006, wo er mit seinem Team durch ein 104:82 im Endspiel gegen Argentinien die Goldmedaille holte.

## Erfolge und Ehrungen
Real Madrid
- Spanischer Pokal: 2011/12

Duke Blue Devils
- NCAA Division I Basketball Championship: 2009/10

Nationalmannschaft
- FIBA U-18-Amerikameisterschaft 2006: Goldmedaille

Ehrungen
- NBA All-Rookie Second Team: 2012/13
- NCAA Tournament Final Four Most Outstanding Player: 2009/10
- Atlantic Coast Conference Tournament MVP: 2009/10
- Atlantic Coast Conference Rookie of the Year: 2007/08